# Mr. Porter
Mr. Porter (справжнє ім'я Денаун Портер; нар. 7 грудня 1978 р.) — американський репер, хіп-хоп продюсер, колишній учасник детройтського гурту D12. Разом із Kuniva заснував лейбл Runyon Ave. Records, який отримав свою назву на честь їхньої рідної вулиці.
У ранньому віці Денаун мріяв стати баскетболістом, але після вогнепального поранення в ногу він змінив свої плани на майбутнє. На початку своєї кар'єри репер був учасником дуету Da Brigade, до складу якого також входив Kuniva. У 1996 р. Proof запропонував останньому приєднатися до групи D12. Kuniva погодився, дует розпався, а Денаун почав співпрацювати з D12 як продюсер. Згодом він також став учасником гурту, в якому репер виступав під псевдонімом Kon Artis. У гурті кожен мав своє альтер-еґо. Спочатку у гурті репер мав другий псевдонім Mr. Porter, проте у майбутньому він став його основним сценічним ім'ям. У 2005 р. всі учасники колективу, крім Емінема, знялися у фільмі «Все або нічого».
Найпопулярнішими піснями, спродюсованими ним, є «P.I.M.P.» у виконанні 50 Cent та «Stunt 101» гурту G-Unit. У 2011 р. вийшов міні-альбом дуету Bad Meets Evil Hell: The Sequel, виконавчим продюсером якого став Портер. Після смерті Пруфа репер зайняв його місце гайпмена Емінема.
24 березня 2012 р. Денаун повідомив через свій Twitter-акаунт, що він покидає D12, залишаючись у добрих стосунках із колишніми колегами, щоб зосередитися на своїй сольній кар'єрі. Останні роки він фактично лише формально входив до складу гурту. Зокрема на мікстейпі Return of the Dozen Vol. 2 він присутній тільки на одній композиції. 2014 року повернувся до D12.

## Дискографія
Інструментальні альбоми
- 2013: Porter Chops Glasper
- 2015: IM JUST PLAYING WITH Y'ALL beat CD
- 2018: The Great Depression A.P.
- 2019: Letter 2 Sydney
- ≈2023: Computer Blu[4][A]

Мініальбоми
- 2015: sTuFf In My BaCkPaCk (як dEnAuN)
- 2016: Connect (як dEnAuN)
- 2019: While You Wait (як Denaun)

## Виноски
1. ↑  Офіційний рік виходу (2005) не відображає фактичний.